# Paul Amsinck (Kaufmann, 1758)
Paul Amsinck (* 25. September 1758 in Hamburg; † 7. März 1808 ebenda) war ein deutscher Kaufmann aus Hamburg.

## Leben

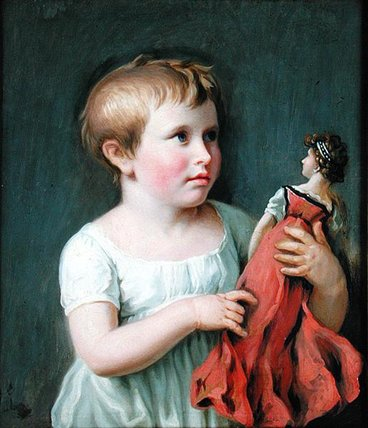
Paul Amsincks Tochter Cornelia Wilhelmina, gemalt von Johann Heinrich Wilhelm Tischbein

Amsinck war ein Sohn des Hamburger Kaufmanns Paul Amsinck (1714–1777) und dessen Ehefrau Anna Maria Lutterloh (1725–1787). Der Hamburger Bürgermeister Wilhelm Amsinck war sein Bruder.
1801 wurde Amsinck Kämmereibürger in Hamburg. Er setzte sich für den Abriss des Mariendoms ein und war 1805/06 Präses der Deputation zum Abbruch des Domes. Seit 1788 war Paul Amsinck Prokurist der Firma „Peter Godeffroy“, 1792 wurde er beteiligt und von Januar 1793 bis Dezember 1807 war er „Associé“ von „Peter Godeffroy Söhne et Comp“.
1808 wurde nach Amsinck die Paulstraße in Hamburg benannt. Es war die erste Benennung einer Hamburger Straße zu Ehren eines verdienstvollen Bürgers.
Amsinck war dreimal verheiratet. Er heiratete am 21. Juni 1791 Johanna Christina Eimbcke (1768–1798), am 7. Mai 1799 Cornelia Eimbcke (1774–1800) und am 4. Juni 1801 in dritter Ehe Louise Schuback (1768–1841). Er hatte vier Töchter; eine war Elisabeth, die später den Senatssyndicus Jakob Albrecht von Sienen heiratete. Amsinck ließ seine Tochter aus zweiter Ehe Cornelia Wilhelmina Amsinck (1800–1861) um 1805 von Johann Heinrich Wilhelm Tischbein porträtieren. Sie wurde später die Ehefrau des Hamburger Bürgermeisters Johann Ludwig Dammert (1788–1855).